# Партия Демократической Кампучии
Па́ртия Демократи́ческой Кампучи́и (сокр. ПДК; кхмер. គណបក្សកម្ពុជាប្រជាធិបតេយ្យ, [kɔːnɑːɓɑːkʰ‿kɑːmpuciə‿prɔːcaːtʰiɓɑːteːj]) — политическая партия в Камбодже (Кампучии), существовавшая в период с 1982 по 1993 гг.; преемница Коммунистической партии Кампучии (КПК). Заявленной идеологией был объявлен «демократический социализм».

## История

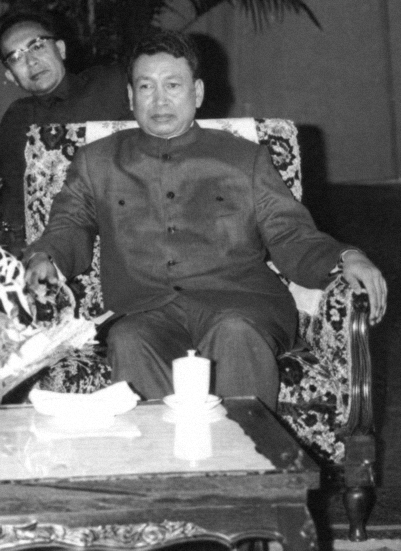
Пол Пот — основатель и генеральный секретарь партии в 1982-1985 гг.

Партия была сформирована в начале 1982 году, вскоре после роспуска Коммунистической партии Кампучии. Роспуск компартии и формирование ПДК, по заявлениям самих «красных кхмеров», был необходим для формирования более широкой коалиции против провьетнамского режима Хун Сена. Новой идеологией партии был объявлен «демократический социализм» взамен коммунизма, от строительства которого «красные кхмеры» отказались. Вооруженным крылом партии стала Национальная армия Демократической Кампучии, которой командовал Сон Сен. Однако все эти преобразования оказались не более чем политическим фарсом — переименование компартии ничуть не изменило политику «красных кхмеров».
К тому моменту вьетнамские войска вытеснили полпотовцев в джунгли на запад страны, где проходит граница с Таиландом. Теперь «красные кхмеры» были вынуждены сотрудничать с другими антивьетнамскими группировками, в 1982 году объединившись с ними в Коалиционное правительство Демократической Кампучии (CGDK). Несмотря на то, что в 1985 году Пол Пот уступил руководство партии Кхиеу Сампхану, у него оставалось значительное влияние на всё движение «красных кхмеров».

### Роспуск
В 1993 году о своем намерении участвовать в выборах объявила теперь уже преемница ПДК — Камбоджийская партия национального единства (CNUP), которая, однако, так и не прошла регистрацию, а затем и вовсе пообещала сорвать их. В этой ситуации миссия ООН отказалась проводить голосование в тех районах, которые контролировали полпотовцы. На тот момент в них проживало примерно шесть процентов населения страны. В июле 1994 года партия была объявлена вне закона, после чего продолжила деятельность как Партия национального единства Камбоджи. Помимо этого «красные кхмеры» сформировали никем не признанное «правительство национального единства и национального спасения».